# Francesco Follo
Francesco Follo, né le 22 octobre 1946 à Pandino, dans la province de Crémone, est un prélat catholique et diplomate italien, qui servait en tant qu'observateur permanent du Saint-Siège auprès de l'UNESCO de 2002 jusqu'en 2021.

## Biographie
Francesco Follo est ordonné prêtre le 28 juin 1970 puis nommé vicaire de San Marco Evangelista à Casirate d’Adda de 1970 à 1976. Il obtient un master en Théologie au Département de Théologie pontifical nord-italien en 1976, un master de Philosophie à l’Aloisianum de Gallarate en 1979 et un doctorat en Philosophie à l’Université pontificale grégorienne en 1984.
De 1976 à 1984, il travaille comme journaliste au magazine Letture du Centre San Fedele de la Compagnie de Jésus à Milan. Il est parallèlement Assistant spirituel auprès des étudiants universitaires à Milan et plus précisément des étudiants de l’Institut polytechnique, de l’Académie des Beaux-Arts de Brera et du Conservatoire de musique « Giuseppe Verdi » à Milan entre 1976 et 1983. Il devient membre de l’Ordre des journalistes en 1978. En 1982, il occupe le poste de directeur-adjoint de l’hebdomadaire La Vita Cattolica.
De 1978 à 1983, il est professeur d’Anthropologie culturelle et de Philosophie à l’Université catholique du Sacré-Cœur et à l’Institut Supérieur des Assistants Educateurs à Milan. Entre 1984 et 2002, il travaille au sein de la Secrétairerie d'État du Saint-Siège, au Vatican. Pendant cette période, de 1988 à 1989, il est également professeur d’histoire de la philosophie grecque à l’Université pontificale Regina Apostolorum à Rome. Le 27 mai 2000, le pape Jean-Paul II le nomme Prélat d’Honneur de Sa Sainteté.
Le 4 juillet 2002, Mgr Francesco Follo est nommé Observateur permanent du Saint Siège auprès de l’UNESCO et de l’Union Latine ainsi que délégué auprès de l’ICOMOS.
Depuis 2004, Mgr Francesco Follo est également membre du Comité scientifique du magazine spécialisé dans le dialogue interculturel et inter-religieux Oasis. Ayant atteint l'âge de la retraite canonique, Mgr Francesco Follo est remplacé en Novembre 2021 par Mgr Éric Soviguidi comme nouvel observateur permanent du Saint-Siège à l’Unesco.

## Publications
- Mon Livre De Prière, avec Mère Teresa, éd. Parole et Silence, 2003  (ISBN 2845731973)
- Prier 15 jours avec Mère Teresa, éd. Nouvelle Cité, 2003  (ISBN 285313444X)
- Mère Teresa, avec Michel Salamolard, éd. Saint-Augustin, 2003  (ISBN 2880113253)
- Jean Paul II Et La Culture Contemporaine, éd. Cerf, 2005, 31e Prix Fondation Pierre-Lafue 2007  (ISBN 2204077887)
- Prier 15 Jours Avec Jean Paul II, éd. Nouvelle Cité, 2006  (ISBN 2853134903)
- La Mission Du Saint-Siège À L'unesco : La Paix En Question, avec Florence Motte et Thomas Gueydier, éd. Parole et Silence, 2011  (ISBN 2845737807)
- L'humanisme réinventé, avec Joseph Yacoub, éd. Cerf, 2012  (ISBN 2204090050)
- Mission et cultures, Angers, Frémur Éditions, coll. « En mission avec les MEP », mars 2013, 154 p. (ISBN 978-2-95252-529-9)